# Фуђивара регенти
Развитак форме владавине у којој чланови моћне породице владају као регенти изнад царске власти карактеристична је за Јапан у Хејан периоду (јап. 平安時代, прев. Период мира). Током три века владавине, највише регената било је из Фуђивара клана чији су се чланови крвним везама учврстили на позицији царевих саветника и тако постали доминантна породица јапанске политичке сцене у периоду од 9. до 12. века.
Кроз владавину, Фуђивара породица је своје циљеве постизала уз помоћ вршења политичког притиска над царем, као и употребом моћи и богатства међу аристократијом. Примену силе сматрали су нечасним чином, те су за време владавине регената казне за то биле честе. У историјским делима помиње се да су били кажњавани и чланови саме породице.
Дугорочна владавина клана успела је опстати због великог утицаја на трон, што из економске моћи, што из брачних веза.

## Владавина
| Сеива ( 858 - 876.) | Уда ( 887 - 897.)    | Мураками ( 946 - 967.) | Казан ( 984 - 986.)  |
| Јозеи ( 877 - 884.) | Даиго ( 897 - 930.)  | Реизеи ( 967 - 969.)   | Ићиђо ( 986 - 1011)  |
| Коко ( 884 - 887.)  | Сузаку ( 930 - 946.) | Енју ( 969 - 984.)     | Санђо ( 1011 - 1016) |
| ------------------- | -------------------- | ---------------------- | -------------------- |

### Успон регената од 858. до 887. године
Први Фуђивара регент био је Фуђивара Јошифуса, који је био ожењен ћерком цара Саге. Владао је као регент цару Сеива са титулом сешо ( jap. 摂政, Sesshō) од 858. до 872. године. Цар Сеива био је прво дете - цар и први мушки цар који је стављен под надзор регента, дошавши на престо са девет година. Фуђивара Јошифуса није био царске крви.
Јошифусу је наследио његов нећак, Фуђивара Мотоцуне, први од великих Фуђивара владара. Талентован и снажног карактера, сматрао се такође и првим Фуђивара аутократом. Владао је као регент цару Јозеију док био малолетан, под титулом сешо, а касније наставио као кампаку ( јап. 関白, Kanpaku ) тј. цивилни диктатор, све до своје смрти 891. године. Први кампаку био је Мотоцуне, после кога се ова титула преносила на његове наследнике. Када је абдицирао, цар Сеива наредио је Мотоцунеу да остане на позицији регента. После Сеиве, за цара је постављен Јозеи. Како је Јозеи био махнит и бавио се криминалним радњама, Мотоцуне се у знак протеста повлачи са позиције регента, али се убрзо враћа. По повратку успева да прогласи цара Јозеија лудим, чиме га тера на абдикацију 884. године.

### Политички ривали
Наком Мотоцунеове смрти, 891. припадници ривалских кланова помажу цару Уди да влада без утицаја Фуђивара. То су били кланови Таћибана и Минамото, као и Сугавара Мићизане, чији је пад постао неопходан за даљи успех Фуђивара регената. Након смрти Мотоцунеа нико није заузео позицију регента, како је његов најстарији син Токихира имао само 21. годину. У том периоду царска породица успела је да се, наизглед, ослободи утицаја Фуђивара клана.
Цар Уда је успео да влада сам, уз савете људи попут Мијошија и Сугаваре. Абдицирао је 897. године, те је на власт дошао његов тринаестогодишњи син, цар Даиго, који је такође успео да влада без регента ослањајући се на савете људи блиских његовом оцу.
Ипак, они нису били довољно способни да заувек отерају Фуђиваре, па тако син Мотоцунеа, Токихира, бива постављен на позицију левог министра (јап. Sadaiđin) 899. године чиме успева да задржи високу позицију клана на царском двору. Фуђивара Токихира се у историјским списима представља као немилосрдни диктатор, који је свог ривала, Сугавара Мићизанеа отерао у изнанство. Он је био практичар који је видео потребу за реформом у провинцијалној влади, која је за њега била најважнији задатак. Није био човек елегантне литературе, већ отрестити владар који је стално узбуркавао ствари и стицао непријатеље на двору и у провинцији. За време владавине над царем Даигом, био је врло добро информисан о локалном стању ствари. Започео је низ едикта који би укинули привилегије великих племића и манастира као господара неопорезивих земљишта, међутим они никада нису ступили на снагу. Данас историчарима служе као доказ да је Токихира имао јасну слику на који начин би ове привилегије могле уништити царску владавину у будућности.
Сугавара Мићизане морао је да се задовољи позицијом десног министра ( јап. Udaiđin), а недуго затим бива протеран на Кјушу где је 903. године умро од сломљеног срца. Остали саветници су се углавном посветили изучавању будизма и кинеске историје, тако да је цар поново пао у руке Фуђивара регената.
Наследници Токихире, његова браћа Тадахира (као регент) и Накахира (као старији министар) нису му дорасли у снази карактера. Нису били способни да се изборе са катастрофама које су претиле са свих страна. Земља је била у врло лошем стању, побуне су претиле из провинција, а бандити (јап. Emiši) су се свуда појављивали. Главни и највећи побуњеник био је Таира Масакадо, вођа Таира клана, који је био господар великих имања у Шимоса и Хитаћи провинцијама између 935. и 940. године. Био је похлепан, а у писму које је послао Токихири прогласио се царем. Након кратке борбе и побуњеништва, 940. године поражен је у борби на граници Шимосе. У исто време, ратнички вођа Сумимото, на западу Јапана, сакупио је око хиљаду бродова и пљачкао по обалама унутрашњег мора, поготово у провинцији Ијо, где је некада био гувернер. Његове ескпедиције прошириле су се и на околне провинције па је напокон био поражен 941. године.

### Моћ и слава 966 - 1027.
Након Тадахире, уследио је низ регената из Фуђивара клана. Њихови појединачни успеси и падови нису били толико значајни, али њихове каријере целокупно указују на брз раст клана и његове апослутне моћи. Врхунац Фуђивара владавине означава се доласком Фуђивара Мићинаге на позицију регента.
Иако је Мићинага био најснажнији Фуђивара, због свог рођења, није имао снажне основе да тражи високе позиције, већ је био приморан да их сам створи. Он је знао како да се носи са својим пријатељима и непријатељима. Предвидео је раст војних породица који су почеле да доминирају провинцијским животом и у раној каријери одлучио је да привуче на своју страну водеће војне вође на које је могао да рачуна да ће га подржавати. Изабрао је чланове Минамото клана, чијим талентом је био импресиониран, и њихова подршка му је омогућила да порази своје противнике. У то време није постојала друга снага коју је могао да користи, нити она које је морао да се плаши, пошто се царска стража састојала од лењих сељака који су дошли у престоницу како би избегли тежак рад на селу.
Дата му је узвишена титула наиран ( јап. Nairan), али његова канцеларија је била само она која припада десном министру. Никада није добио титулу кампаку-а, нити дађо даиђин-а (прев. канцелар царства), која је била највећа позиција резервисана само за званичну аристократију. Када је постао наиран 995. године, није имао родбинских веза да оствари позицију регента. Његова ћерка Акико 999. године постала је дворска дама (њого), а следеће године унапређена на раг ђугу, друге дружбенице цара Ићиђоа. Често се помиње у историји тог доба, нарочито именом које је носила после цареве смрти, Ђотомон-Ин ( прев. царска опатица источне капије). Мићинага је одржавао велику забаву како би прославио њен улазак у палату. Њене одаје су сређене на најлепши начин, испуњене сликама великих уметника (као што је Косе Хиротака) и имала је 40 слушкиња изабраних од аристократских кандидата. Убрзо је постала омиљена жена цара Ићиђоа, и када му је родила сина, прогласио га је за наследника, пошто је његова позиција зависила од Мићинагине подршке. Син Акико постаје наследник, познат као цар Го-Ићиђо. Његов отац Ићиђо је био болестан и слаб да је абдицирао 1011. и умро неколико недеља касније у 31. години. Наследио га је цар Санђо, син цара Реизеија, а затим су га пратили синови Акико: Го- Ићиђо (1016-36.) и Го- Сузаку (1036-45). Мићинага је био прилично упоран у стварању родбинских веза, па је вршио притисак на цареве да се ожене Фуђивара ћеркама, тако да је Санђо оженио другу Мићиганину ћерку, а Го-Ићиђо трећу, која му је била и тетка. Његов брат Го-Сузаку је оженио четврту ћерку, такође своју тетку. У овом пеиоду женидба са члановима сопствене породице ради учвршћивања положаја није се сматрала грехом нити наилазила на јавну осуду.

### Пад Фуђивара регената
Након Мићинаге, Фуђивара Јоримићи влада као регент царевима Го-Ићиђоу, Го-Сузакуу и Го-Реизеију. 1168. године, доласком на престо цара Го-Санђоа, почиње пад Фуђивара регената услед скупљања све веће опозиције јер је цар желео лично да влада. Пошто није имао директну родбинску везу са Фуђиварама, Го-Санђо покушавао је да се избори са опорезивањем земљишта и протекцијом плаћања пореза коју су поседовали велики кланови тог времена. 1072. године осмишља систем Инсеи ( замонашено владање), али не успева да га стави у праксу јер умире наредне године. Због његове смрти, син Ширакава влада од 1072. до 1086. године, али услед прихватања очевог система замонашеног владања, он те године абдицира и влада из сенке све до 1129. године.
Првобитан разлог осмишљавања инсеи система владавине био је удаљавање Фуђивара регената. У инсеи периоду Фуђиваре су служиле цару који је био званично на власти, док би замонашени цар владао уз помоћ других учењака и службеника. Ера Фуђивара регената завршава се 1156. године након што цареви саветници одбијају да Фуђивара Јоринага постане учитељ престолонаследнику, иако је имао породичне везе са царском породицом. Заједно са царем Сутокуом, он подиже Хоген устанак (јап. Hogen no ran) против цара Го-Ширакаве и кланова Таира и Минамото. Устанак је убрзо угушен победом Го-Ширакаве и кланова, међутим, овај догађај води ка почетку борбе за надмоћ између два војна клана, што резултује крајем Фуђивара регената као и падом самог клана.